# 媒體帝國主義
媒体帝国主义（英語：Media imperialism），又譯作傳媒帝國主義，是套理論關於小國媒體企業的所有權、結構及內容，受制於大國或大國媒體企業。在該理論中，大國透過高度集中的大眾媒體削弱小國，特別是透過大國傳媒具有的親和性削弱小國的國家認同。

## 內容與歷史
媒体帝国主义的辩论始于1970年代初，发展中国家开始批评已開發国家对媒体的控制。衝突的焦點在联合国教科文组织。第三世界國家發起新世界資訊秩序 ( 英語：NWICO,NWICO ) 运动，向媒體帝國主義發難。1976年教科文組織第100號決議，要求成立委員會調查國際傳播的不平等。委員會調查結果，即為麥克布萊德報告《一個世界，眾聲喧嘩》(Many Voices, One World)。在該報告的支持下，印度、印度尼西亚和埃及等第三世界國家认为应该限制大型媒体公司进入发展中国家。美英以「資訊自由」反擊該爭論。結果，美国(1984)、英国(1985)和新加坡陸續离开联合国教科文组织。
1969年，美國傳播學者赫伯特·席勒出版《大眾傳播與美帝國》（Mass Communications and American Empire）。
1977年，奧力佛‧博伊德-巴雷特（Oliver Boyd-Barrett）的「媒体形成模型」（Media Formation Model），将媒体帝国主义定义为不同国家媒体系统之间的关系，特别是历史、政治系统之间权力失衡的关系。巴雷特的媒体帝国主义理論，强调富裕国家的媒体产业安排，以及将这些安排强加于外国市场的“模式”，從而使最强大的媒體商在融资、结构、传播，甚至内容方面，主導规范。 博伊德断言，一般來說，代理商須接受母公司在結構、腳色、「任務行為者」各方面的安排，而母公司在財務上支持這些代理商。
1980年代至1990年代后期，随着跨国媒体集团变得越来越强大，小型本地媒体看起來越来越难以生存。一種新的帝国主义，迫使许多国家附属于强国或公司的媒体产品。在該领域工作的作家和学者包括Ben Bagdikian、諾姆‧喬姆斯基、Edward S. Herman、Armand Mattelart和羅伯特·W·麥克切斯尼。

## 批評
然而，批评者回应说，在大多数发展中国家，最受欢迎的电视和广播节目通常是本地制作的。社會學家安东尼·吉登斯便强调媒体的区域生产者地位，如拉丁美洲的巴西；媒体史家James Curran等其他批评家认为，各國政府的补贴确保媒體內容的本地产製。在观众研究等领域，已经證明像《家族風雲》的全球性节目無法控制全球觀眾。
當初支持媒體帝國主義理論的赫伯特·席勒，亦改變立場，認為由於近來各傳媒公司的交叉控股下，母公司單方面的宰制早已面目模糊，但文化上的不平等仍舊存在，或許能改稱帶著美國口音的跨國公司傳媒帝國主義。